# Tradiciones y Leyendas de la Colonia
Tradiciones y leyendas de la Colonia fue una revista de historietas lanzada en 1963 por Editorial Gutemberg y continuada luego por Ediciones Latinoamericanas. Con su tremendo éxito, supuso el resurgir del cómic de terror en México, dando pie a otras publicaciones de la misma temática como El Caballo del Diablo (1969), El Jinete de la Muerte (1974) o El Carruaje Divino.

## Características
Al igual que Memín Pinguín y Lágrimas y Risas estaba impresa en tinta café y en algunas ocasiones en tinta negra.
Se inspiraba en Las calles de México (1921) de Luis González Obregón, pero su estilo y estructura era la de los relatos de tradición oral:
En cada número, un hombre de avanzada edad y que por sus rasgos físicos recordaba al actor Boris Karloff narraba una historia truculenta que supuestamente había tenido lugar en una calle de la Ciudad de México durante el pasado colonial.